# Ertwin Ertman

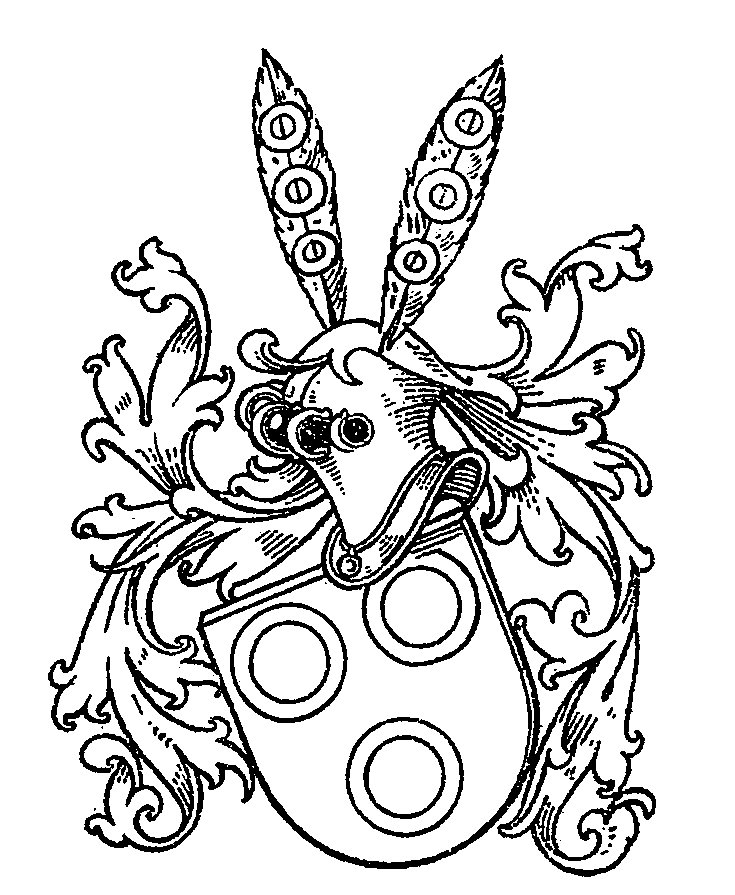
Wappen

Ertwin Ertman (* 1430 in Osnabrück; † 1505 in Osnabrück) war Chronist und Bürgermeister der Stadt Osnabrück.

## Leben
Er war der Sohn eines Bierbrauers. Im Jahre 1443 zog er nach Erfurt, um dort das Jura-Studium aufzunehmen. Unmittelbar nach dem Abschluss des Studiums kehrte er 1451 nach Osnabrück zurück, wo er bereits im folgenden Jahr in den Rat der Stadt aufgenommen und mit einer Mission beauftragt wurde, in der er seine diplomatischen Fähigkeiten unter Beweis stellen konnte. Da sich die Stadt Osnabrück seit 1445 in der Reichsacht befand, hatte man es nicht gewagt, den Hansetag des Jahres 1450 in Lübeck zu beschicken, was eine zehnjährige Verhansung nach sich zog, die die Osnabrücker Kaufleute empfindlich traf. Im Oktober 1452 machte sich Erdmann auf den Weg nach Köln, wo es ihm gelang, Osnabrück wieder in den Kreis der Hanse zurückzuführen.
Erdmann war ein Vertrauter des neuen Bischofs Konrad III. von Diepholz (1455–1482), der ihm die volle Immunität, d. h. Befreiung von allen Abgaben und weltliche Gerichtsbarkeit für seinen Wohnsitz zubilligte. Seit 1468 führte er den Titel „Bischöflicher Rat“. Seine Doppelstellung als Vertrauensmann des Bischofs und Interessenvertreter der Stadt benutzte er, um die Ansprüche beider Teile miteinander auszugleichen, denn nur in engem Anschluss an den Landesherrn sah er die Prosperität der Stadt gesichert.
Bei der Befriedung des Landes unterstützte er den Bischof, wobei erstmals schriftliche Verhandlungen an die Stelle der früheren mündlichen traten. Auch bei der Reform der Klöster stand er dem Landesherrn zur Seite. Mit besonderer Aufmerksamkeit wandte er sich der Aufzeichnung der Lehngüter zu, so dass dank Ertmanns Ordnungsarbeit die mittelalterlichen Osnabrücker Lehnbücher relativ vollständig erhalten sind. Auch unter dem nachfolgenden Bischof Konrad IV. von Rietberg  von Rietberg (1482–1508) blieb er in seiner Position und bestimmte in äußeren wie inneren Angelegenheiten die Politik Osnabrücks wesentlich mit. Es gelang ihm 1469, die Stadt gegen Zahlung einer hohen Geldsumme an den Kaiser aus der Reichsacht zu lösen. Im Jahre 1477 wurde er Bürgermeister von Osnabrück, ein Amt, das er 27 Jahre hindurch ausübte. Er wurde vom Rat jährlich neu gewählt wurde, ein besonderes Zeichen für das Vertrauen, das er in der Bürgerschaft genoss.
In seinem Bürgermeisteramt förderte er das Wirtschaftsleben, vor allem galt sein Bemühen der Tuchmacherei und dem Leinwandhandel; Goldschmiedehandwerk, Jahrmärkte und die Stadtwaage erhielten feste Ordnungen. In diese Periode seines Wirkens fällt der Bau eines neuen Rathauses, das allerdings erst nach seinem Tode fertiggestellt wurde (1512). Der Unruhen unter dem Schneidermeister Lenethun 1488–1490 konnte er durch geschicktes Taktieren Herr werden und damit die Autorität des Rates zurückgewinnen.
In der Endphase seines Lebens, seit 1480, wandte er sich der Geschichtsschreibung zu und wurde einer der ersten Chronisten der Stadt Osnabrück. Seine „Chronica sive catalogus episcoporum Osnaburgensium“ sollte die Osnabrücker Vergangenheit ins rechte Licht rücken und kommenden Generationen als erzieherischer Wegweiser dienen.  Er durchforschte dabei alle für ihn erreichbaren Quellen, von denen manche nur durch ihn überliefert sind. Die Chronik endet mit dem Jahr 1453, eine Darstellung seiner eigenen Zeit blieb er schuldig. Im privaten Bereich verstand er es, seinen Wohlstand und Besitz zu mehren, einen Teil davon verwandte er für fromme Stiftungen. 1503 legte er sein Bürgermeisteramt nieder Ertmann starb im Frühjahr 1505 und wurde in der Kirche des Barfüßerklosters begraben. Sein Sohn Johann gehörte im Jahre 1525 zu den Führern des Oberberg-Aufstands.
Der ehemalige Wohnsitz Ertmans beherbergt heute das Konservatorium.

## Schriften
- Chronicon seu Catalogus episcoporum Osnabrugensium. Im Repertorium „Geschichtsquellen des deutschen Mittelalters“
- Ertwin Ertman: Cronica sive Catalogus episcoporum Osnabrugensium. In: Friedrich Philippi, Hermann Forst (Hrsg.): Die Chroniken des Mittelalters (= Osnabrücker Geschichtsquellen. Band 1). Osnabrück 1891, S. 19–174 (digitale-sammlungen.de [abgerufen am 17. Februar 2025]).
- Ertwin Ertman, Dietrich Lilie: Die niederdeutsche Bischofschronik bis 1553. Beschrivinge sampt den handelingen der hoichwerdigen bisschopen van Ossenbrugge. Übersetzung und Fortsetzung der lateinischen Chronik Ertwin Ertmans durch Dietrich Lilie. Hrsg.: Friedrich Runge (= Osnabrücker Geschichtsquellen. Band 2). Osnabrück 1894, urn:nbn:de:hbz:061:1-588986 (nbn-resolving.org [abgerufen am 17. Februar 2025]).